# Physomerinus pedator
Physomerinus pedator (лат.) — вид коротконадкрылых жуков-ощупников рода Physomerinus из трибы Batrisini (Pselaphinae). Юго-Восточная Азия: Китай (Шанхай, Чжэцзян), Япония (Хонсю, Кюсю, остров Яку).

## Описание
Мелкие коротконадкрылые жуки-ощупники красновато-коричневого цвета. Длина тела около 2 мм (1,7—1,9 мм; ширина 0,7 мм). Глаза крупные выпуклые (более 30 фасеток). От близких видов отличается следующими признаками: заднее бедро с большой полостью и грибовидным выступом в полости. Четвёртый членик нижнечелюстных щупиков имеет веретенообразную форму; латеральный край не расширен и лишен выступа. Переднеспинка с отчётливыми срединной и двумя боковыми продольными бороздками и полной поперечной антебазальной бороздкой, бока переднеспинки лишены шипов, каждое надкрылье имеет две базальные ямки.